# 池永大輔
池永 大輔（いけなが だいすけ、1980年7月17日 - ）は、東京都台東区浅草出身の元プロ野球選手（内野手）。

## 経歴
幼少期を東京都世田谷区駒沢で過ごした。水泳選手としてコーチ陣からも将来を嘱望される逸材であり、バタフライでジュニアオリンピックにおいて銅メダルを獲得したこともある。彼は今でも肩の柔軟性やケガをしない体は水泳のお陰だという。
小学校5年から埼玉県吉川市に転居し、その頃から硬式野球を始めた。少年野球に入団してすぐショートのレギュラーに定着しチームの主力選手になる。
中学卒業後、草加東高へ進学。1年時の春からショートのレギュラーを務めた。
高校卒業後、千葉県大学野球リーグに所属する中央学院大学へ進学。2年生の時の千葉県大学野球新人戦、決勝戦の千葉商科大学相手に決勝タイムリー三塁打を放つが、自分の目指す野球とチームの方針の相違から、その公式戦を最後に野球部を退部する。
その後、しばらく野球から離れて学業とアルバイトに専念するが、野球への思いを断ち切ることができず、大学卒業後にアメリカへ渡り、度重なるトライアウトを受けた。
2005年
アメリカの独立リーグであるゴールデンベースボールリーグに日本人のみで結成されるジャパン・サムライ・ベアーズへ入団した。同年、チームの解散に伴い退団。
2006年
ドイツの野球ブンデスリーガのマインツ・アスレチックスに入団し、個人として盗塁数リーグ2位、チームとしてはプレーオフ進出の原動力となる。
2007年
アリゾナ州で行われるウィンターリーグにおいて結果を残し、ゴールデンベースボールリーグのロングビーチ・アーマダへ入団。ユーティリティープレーヤーとして起用された。
2008年
指のケガの影響もあり、ロングビーチ・アーマダからシーズン開幕直前に解雇を言い渡された。その後北信越ベースボールチャレンジリーグの新潟アルビレックス・ベースボール・クラブのテストを受けて8月14日にチームに入団したが、同年オフにチームより戦力外通告を受けた。
その後オーストラリアのゴールドコーストにあるサーファーズ・パラダイス・ベースボールクラブへ移籍し、経験したことのないピッチャー、しかもクローザーとしてチームの躍進を支える原動力となった。
2010年
2006年に所属したマインツ・アスレチックスへ再び入団し、一番バッターとしてチームを牽引するが、チームはリーグ最下位に沈む。
2011年
フランスのサヴィーニ・ライオンズに移籍し、選手兼2軍監督に就任。
2012年
兼任選手を続けながら、フランス代表アシスタントコーチに就任。
2013年
フランス2部のシャルトル・フレンチカブスに移籍した。
2014年
スペイン・ディビシオン・デ・オナーのBCバルセロナに移籍、投手も務めている。
2015年
ドイツのテュービンゲンホークスに移籍。ポジションは投手。
この年限りで現役生活を一区切りとし、以降は日本とヨーロッパの間の野球人材交流を行ってきた。2021年現在はスポーツ用品メーカー・ATOMSに就職。同年2月5日、学生野球資格回復者に認定されている。

## 詳細情報

### 年度別打撃成績
| 年 度    | 球 団    | 試 合 | 打 数 | 得 点 | 安 打 | 二 塁 打 | 三 塁 打 | 本 塁 打 | 打 点 | 三 振 | 四 球 | 死 球 | 犠 打 | 犠 飛 | 盗 塁 | 失 策 | 併 殺 打 | 残 塁 | 打 率 | 出 塁 率 | 長 打 率 | O P S |
| -------- | -------- | ----- | ----- | ----- | ----- | -------- | -------- | -------- | ----- | ----- | ----- | ----- | ----- | ----- | ----- | ----- | -------- | ----- | ----- | -------- | -------- | ----- |
| 2008     | 新潟     | 6     | 6     | 0     | 0     | 0        | 0        | 0        | 0     | 1     | 1     | 0     | 3     | 0     | 1     | 0     | 0        | 3     | .000  | .143     | .000     | .143  |
| 通算:1年 | 通算:1年 | 6     | 6     | 0     | 0     | 0        | 0        | 0        | 0     | 1     | 1     | 0     | 3     | 0     | 1     | 0     | 0        | 3     | .000  | .143     | .000     | .143  |

### 背番号
- 99 （2008年）
- 37 （2015年）